# Film erotic

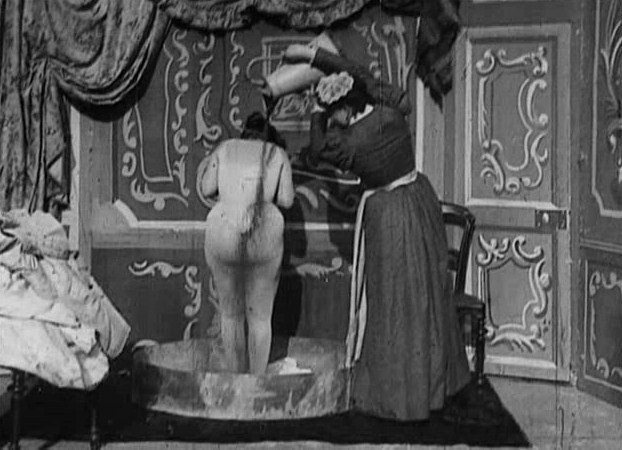
After the Ball (1897) este cel mai vechi film cu scene de nuditate.

Filmul erotic este un gen de filme în care apar  scene erotice, finalizate frecvent cu actul sexual. Uneori este destul de dificil de a stabili când este un film erotic și când poate fi denumit ca film pornografic unde actul sexual este prezentat mai amănunțit. Filmele erotice, dacă nu depășesc anumite limite pot fi filme interesante, care au avut succes, ele prezintă de obicei sexualitatea într-o lumină favorabilă. În unele țări musulmane, aceste filme pot fi frecvent din motive religioase interzise. Acest gen de filme au cunoscut o perioadă de dezvoltare începând cu anii 1960 în Europa Occidentală și America. Printre regizorii mai cunoscuți de filme erotice se numără: Fred Olen Ray, Jim Wynorski, Tinto Brass,  Roger Ebert sau Ernst Hofbauer.